# Тороповская (Вологодская область)
Тороповская — деревня в Усть-Кубинском районе Вологодской области.
Входит в состав Богородского сельского поселения, с точки зрения административно-территориального деления — в Богородский сельсовет.
Расстояние по автодороге до районного центра Устья — 50 км, до центра муниципального образования Богородского — 0,5 км. Ближайшие населённые пункты — Петрово, Ерино, Погорельцево, Богородское, Марковская, Залесье.
По переписи 2002 года население — 10 человек.